# Interruptor controlado por puerta
Una de las mejoras que se le puede aplicar un tiristor es la de apagado por compuerta. Básicamente tiene la misma estructura y funcionamiento que el SCR salvo que puede desactivarse por una pulsación en su compuerta, sea cual sea el estado del dispositivo, esta pulsación debe ser de una magnitud lo suficientemente elevada. También suelen usarse para el control de motores. Su uso se expandió en los ’70. En circuitos de corriente continua, este tipo de dispositivos no necesitan agentes externos en orden a apagar el dispositivo. 
Un tiristor de este tipo necesita una mayor corriente de compuerta para encenderse que un SCR normal. Para grandes aparatos de potencia se necesitan corrientes de compuerta del orden de 10A. Para apagar el dispositivo se necesita una pulsación de corriente negativa que debe oscilar entre 20 y 30 μs de duración. La magnitud de la corriente negativa de pulsación debe ser de un cuarto o un sexto de la corriente que fluye por el tiristor
- Datos: Q5919146